# 転校先の清楚可憐な美少女が、昔男子と思って一緒に遊んだ幼馴染だった件
『転校先の清楚可憐な美少女が、昔男子と思って一緒に遊んだ幼馴染だった件』（てんこうさきのせいそかれんなびしょうじょがむかしだんしとおもっていっしょにあそんだおさななじみだったけん）は、雲雀湯による日本のライトノベル。イラストはシソが担当している。2020年6月13日から「小説家になろう」にて連載されているオンライン小説を元に、角川スニーカー文庫（KADOKAWA）より2021年2月から書籍化刊行されている。略称は「てんびん」。「次にくるライトノベル大賞2021」ではWEB発文庫部門で9位を獲得している。
メディアミックスとして、大山樹奈によるコミカライズ版が『ドラドラふらっと♭』（KADOKAWA）にて2021年9月から連載された。2023年9月に開催されたオンラインイベント「スニーカー文庫35周年FESTA！」にてアニメ化企画が発表された。

## あらすじ
主人公・霧島隼人は子供のころ、男の子と思って仲良く遊んでいた幼馴染がいたが、事情により「おれたちはずっとともだちな！」という約束を残して都会に引っ越してしまった。
それから7年後、高校生になった隼人は今でもその子と会ったら昔と同じように遊びたいと思い続けていたが、自身も家庭の事情により転校することとなった。転校した先の高校では、容姿端麗で成績優秀、スポーツも万能であり、クラス内で注目の的になっていた女子生徒・二階堂春希と席が隣同士となった。
昼休みになり、隼人は人気のない場所で昼食を食べたいと思いながら校舎を歩いていると、そこで園芸部・三岳みなもが野菜の実がならないことに困っていたため助言をした。その直後、席が隣だった春希が現れ、みなもと別れたあとに彼女が突然無邪気に隼人に笑いかけた。そこで春希が幼馴染の「はるき」であることが告げられる。

## 登場人物
声の項はボイスドラマ版の担当声優。
霧島隼人（きりしま はやと）
声 - 逢坂良太
本作の主人公。性格は面倒見がよく、畑仕事で鍛えた足腰でスポーツは得意。料理は母が入院しており家族の分まで毎日作っているため上手。携帯は持っていなかったが、春希と同じ機種を購入する。
二階堂春希（にかいどう はるき）
声 - 逢田梨香子
隼人と隣の席の女子生徒。学校では容姿端麗、気立ても良く、勉強もでき、運動部や生徒会からもひっぱりだこ。だが、隼人の前では幼少期の「はるき」のままである。
声は「鈴を振るような声」で、興奮すると隼人の背中をバシバシと叩く悪癖がある。
マンションで一人住まいをしている。恋バナが苦手。
田倉真央の私生児であることを隼人に告げる。
霧島姫子（きりしま ひめこ）
隼人の妹。中学3年生。明るく染めてゆるふわにパーマをかけた髪。
隼人と異なり携帯を持っていて、父との連絡係になっている。トマトが大嫌い。
実は春希のことを女子とは知らず片思いしていた。
森伊織（もり いおり）
隼人、春希の同級生。
三岳みなも（みたけ みなも）
隼人、春希の同級生。園芸部に所属している。隼人から「源じいさんとこの羊」に似ていると言われているが、本人は知らない。

鳥飼穂乃香（とりがい ほのか）
姫子の同級生。時には姫子をからかい、時には相談にのってくれる。
村尾沙紀（むらお さき）
月野瀬に住む、姫子の同級生。大人しく物静かで、昔から姫子と遊んでいたが、極度の人見知りで隼人が近づくと姫子の陰に隠れてしまう。
田倉真央（たくら まお）
女優。ドラマ「十年の孤独」に出演。春希の実母。
海童一輝（かいどう かずき）
隼人、春希の同級生。隼人、春希に興味を持ち近づいていく。
中学時代の交際相手の問題で同級生から「裏切り者の海堂」と呼ばれている。

## 既刊一覧

### 小説
- 雲雀湯（著）・シソ（イラスト） 『転校先の清楚可憐な美少女が、昔男子と思って一緒に遊んだ幼馴染だった件』 KADOKAWA〈角川スニーカー文庫〉、既刊8巻（2024年8月30日現在）
  1. 2021年2月27日発売[6]、ISBN 978-4-04-111045-4
  2. 2021年7月1日発売[7]、ISBN 978-4-04-111046-1
  3. 2021年10月29日発売[8]、ISBN 978-4-04-111957-0
  4. 2022年4月1日発売[9]、ISBN 978-4-04-111958-7
  5. 2022年7月29日発売[10]、ISBN 978-4-04-112785-8
  6. 2022年12月28日発売[11]、ISBN 978-4-04-112786-5
  7. 2023年12月1日発売[12]、ISBN 978-4-04-113650-8
  8. 2024年8月30日発売[13]、ISBN 978-4-04-114976-8

### 漫画
- 雲雀湯（原作）・シソ（キャラクター原案）・大山樹奈（漫画） 『転校先の清楚可憐な美少女が、昔男子と思って一緒に遊んだ幼馴染だった件』 KADOKAWA〈ドラゴンコミックスエイジ〉、全7巻
  1. 2022年4月8日発売[14]、ISBN 978-4-04-074501-5
  2. 2022年10月7日発売[15]、ISBN 978-4-04-074715-6
  3. 2023年4月7日発売[16]、ISBN 978-4-04-074936-5
  4. 2023年11月9日発売[17]、ISBN 978-4-04-075195-5
  5. 2024年7月9日発売[18]、ISBN 978-4-04-075521-2
  6. 2025年1月9日発売[19]、ISBN 978-4-04-075744-5
  7. 2025年7月9日発売[20]、ISBN 978-4-04-076010-0